# Gino Pariani
Gino Pariani (Saint Louis (Missouri), 21 februari 1928 – aldaar, 9 mei 2007) was een Amerikaanse voetballer die in een aanvallende positie speelde.
Afkomstig uit een uit Italië geïmmigreerd gezin nam zijn loopbaan in de voetballerij op zijn dertiende een aanvang. In 1948 en 1950 won hij met de voetbalclub Simpkins-Ford S.C. de Lamar Hunt U.S. Open Cup. Hij maakte vijf maal deel uit van het Amerikaanse nationale elftal waarvoor hij eenmaal scoorde. Met het nationale elftal deed hij mee aan het Wereldkampioenschap voetbal 1950 van de FIFA waar Amerika met 1-0 van Engeland won. Ook was hij als lid van het Amerikaans Olympisch Team van de partij op de Olympische Zomerspelen van 1948 in Londen. In 1963 beëindigde hij zijn voetbalcarrière, in 1976 werd hij opgenomen in de Amerikaanse National Soccer Hall of Fame.
Gino Pariani stierf op 79-jarige leeftijd ten gevolge van botkanker waar hij al twee jaar aan leed.